# Annapurna II
Die Annapurna II ist der zweithöchste Berg im Annapurna Himal im Himalaja in Nepal.
Hauptgipfel dieses Massivs ist die 8091 m hohe Annapurna I. Mit 7937 m ist die Annapurna II der sechzehnthöchste Berg der Erde.
Zusammen mit dem 6983 m hohen Lamjung Himal markiert die Annapurna II das östliche Ende des Hauptkamms der Annapurna-Gruppe. Westlich der Annapurna II erhebt sich die 7525 m hohe Annapurna IV. An der Nordflanke der Annapurna II liegt der Ort Pisang am Oberlauf der Marsyangdi. Die nächste größere Stadt ist Pokhara im Süden.
Bereits 1957 versuchte eine britische Expedition eine Besteigung. Aber erst 1960 gelang die Besteigung über den Westgrat. Am 17. Mai 1960 wurde der Berg erstmals durch eine nepalesisch-indisch-britische Expedition bestiegen (Chris Bonington, Ang Nyima und Richard H. Grant). Seitdem gelangen erst wenige weitere Besteigungen. Im Jahr 2008 konnte der Deutsche Philipp Kunz den Gipfel erstmals im Winter erreichen.